# 東條加那子
東條 加那子（とうじょう かなこ、3月3日 - ）は、日本の女性声優。鹿児島県出身。アクセルワン所属。既婚。

## 来歴
勝田声優学院第19期卒業生、映像テクノアカデミア、日本ナレーション演技研究所出身。2011年5月31日までアーツビジョンに所属。フリー期間を経て、同年8月1日よりアクセルワン所属。
2016年4月30日、ブログにて入籍を報告し、夫の仕事の都合で海外生活が拠点となることを発表。2021年にはドイツ在住であることを明かし、一時帰国やスタジオを兼ねた自宅からのリモート収録という形で活動している。また、現地では日本アニメのドイツ語吹き替え製作におけるドイツ人声優へのアドバイザーとしての活動も行っている。
2022年、第十六回声優アワードにて外国映画・ドラマ賞を受賞。

## 人物
方言は鹿児島弁。
趣味はエスニック小物集め、豆腐のアレンジ、ランニング。特技はフラメンコ、剣道二段、弓道二段。

## 出演
太字はメインキャラクター。

### 吹き替え

#### 担当女優
エミリー・ブラント
- オール・ユー・ニード・イズ・キル（リタ・ローズ・ヴラタスキー）
- サンシャイン・クリーニング（ノラ・ロコウスキ）
- ボーダーライン（ケイト・メイサー）

ゾーイ・サルダナ
- コロンビアーナ（カトレア・レストレポ）
- スター・トレックシリーズ（ウフーラ）
  - スター・トレック（2009）
  - スター・トレック BEYOND

- バンテージ・ポイント（アンジー・ジョーンズ）
- ヘイヴン 堕ちた楽園（アンドレア）

ナタリー・ドーマー
- ゲーム・オブ・スローンズ（マージェリー・タイレル）
- ハンガー・ゲームシリーズ（クレシダ）
  - ハンガー・ゲーム FINAL: レジスタンス
  - ハンガー・ゲーム FINAL: レボリューション

ポーラ・パットン
- 2ガンズ（デビー）
- ドゥ・オーバー: もしも生まれ変わったら（ヘザー・フィッシュマン）
- ミッション:インポッシブル/ゴースト・プロトコル（ジェーン・カーター）

マーゴット・ロビー
- DCエクステンデッド・ユニバース（ハーリーン・クインゼル / ハーレイ・クイン）
  - スーサイド・スクワッド
  - ハーレイ・クインの華麗なる覚醒 BIRDS OF PREY
  - ザ・スーサイド・スクワッド “極”悪党、集結

- バビロン（ネリー・ラロイ）

ミーガン・フォックス
- トランスフォーマーシリーズ（ミカエラ・ベインズ）
  - トランスフォーマー
  - トランスフォーマー: リベンジ

- ミュータント・ニンジャ・タートルズ:影〈シャドウズ〉（エイプリル・オニール）

#### 映画
- アドレナリン:ハイ・ボルテージ（リア〈バイ・リン〉）
- アメリカン・ハッスル（ロザリン・ローゼンフェルド〈ジェニファー・ローレンス〉）
- アリス・イン・ワンダーランド/時間の旅（アレグザンドラ〈ジョアンナ・ボビン〉）
- アンダーカヴァー（アマダ・フアレス〈エヴァ・メンデス〉）
- アンフレンデッド（ブレア〈シェリー・ヘニッヒ〉）
- アンボーン（ロミー〈ミーガン・グッド〉）
- 愛しのベス・クーパー（キャミー・アルコット〈ローレン・ロンドン〉）
- インターンシップ（ダナ〈ローズ・バーン〉）
- インディ・ジョーンズ/クリスタル・スカルの王国
- イントゥ・ザ・ブルー
- インパクト・ポイント 狙われたビーチの妖精（ジェン〈ケイラ・ユーウェル〉）
- ヴィジョン/暗闇の来訪者（セイディー〈ジリアン・ジェイコブス〉）
- ウルトラ I LOVE YOU!（会社の受付、キャスター）
- 運命の元カレ（デイジー・ダーリン〈アリ・グレイナー〉）
- エージェント・マロリー（マロリー・ケイン〈ジーナ・カラーノ〉）
- エイリアン バスターズ（アビー・トラウトウィグ〈ローズマリー・デウィット〉）
- X-MEN:アポカリプス（サイロック〈オリヴィア・マン〉）
- エスター（シスタージュディス）
- エリザベスタウン（シンディ）
- エルドラド・トレジャー（エイミー）
- L project（リサ・ガーヴェイ〈パイパー・ペラーボ〉）
- エンドレス・アフェア（シュー〈ジジ・リョン〉）
- 大いなる陰謀
- オデッセイ（ミンディ・パーク〈マッケンジー・デイヴィス〉）
- カシコギ（オ・ヨンジュ〈パク・チヨン〉）
- カタコンベ（キャロリン〈P!nk〉）
- 神弓-KAMIYUMI-（ジャイン〈ムン・チェウォン〉）
- 華麗なるギャツビー（マートル・ウィルソン〈アイラ・フィッシャー〉[14]）
- ガンズ&ゴールド（ターシャ〈アリシア・ヴィキャンデル〉）
- 紀元前1万年（少年）※テレビ朝日版
- キャデラック・レコード 音楽でアメリカを変えた人々の物語（エタ・ジェイムス〈ビヨンセ・ノウルズ〉）
- キャプティビティ（女の子）
- キャンプ・ロック
- キューティ・バニー
- キラー・スナイパー（シャーラ・スミス〈ジーナ・ガーション〉）
- クーパー家の晩餐会（エレノア〈オリヴィア・ワイルド〉）
- クリードシリーズ（ビアンカ〈テッサ・トンプソン〉）
  - クリード チャンプを継ぐ男
  - クリード 炎の宿敵
- グリーン・ホーネット（美女）
- KRISTY クリスティ（ヴァイオレット〈アシュリー・グリーン〉）
- クリスマスキューピッド（スローン・スペンサー〈クリスティーナ・ミリアン〉）
- 撃鉄2 -クリティカル・リミット-
- コズモポリス（ジェイン・メルマン〈エミリー・ハンプシャー〉）
- THE 4TH KIND フォース・カインド（ジェシカ）
- 猿の惑星: 創世記（キャロライン・アランハ〈フリーダ・ピント〉[15]）
- 三銃士/王妃の首飾りとダ・ヴィンチの飛行船（金髪の女）※劇場公開・ソフト版
- シークレット・サークル（フェイ・チェンバレン〈フィービー・トンキン〉）
- 幸せのちから（ティム・リボン、ディーン・ウィッターの秘書）※ソフト版
- シャーロック・ホームズ シャドウ ゲーム（マダム・シムザ・ヘロン〈ノオミ・ラパス〉[16]）
- ジャックはしゃべれま1,000（キャロライン・マッコール〈ケリー・ワシントン〉）
- ジュピター（ジュピター・ジョーンズ〈ミラ・クニス〉）
- 正体不明 THEM（サンダ）
- 食人族（フェイ・ダニエルズ〈フランチェスカ・チアルディ〉[17]）※UHD BD版
- ジョナス・ブラザーズ コンサート3D（テイラー・スウィフト）
- ジョン・ウィック（ミズ・パーキンズ〈エイドリアンヌ・パリッキ〉）
- ジョン・カーター（ソラ〈サマンサ・モートン〉）
- 新・三銃士 ニュー・ジェネレーションズ（ダルタニアン〈ヘザー・ヘメンズ〉）
- SUPER8/スーパーエイト（ジェン〈アマンダ・ミシェルカ〉）
- スカイ・ファイター（ケイリー）
- スパングリッシュ 太陽の国から来たママのこと
- セックス・アンド・ザ・シティ（トイレ女）
- ソーシャル・ネットワーク（クリスティ・リー〈ブレンダ・ソング〉）
- ソウル・サーファー（マリーナ・バーチ）
- ゾンビ・ストリッパーズ（リリス）
- ゾンビ2009（シャロン）
- ダーク・スクール（マダム・デュレ〈ユマ・サーマン〉）
- ダークナイト（アンナ・ラミレス刑事〈モニーク・ガブリエラ・カーネン〉[18]）※テレビ朝日版
- 抱きたいカンケイ（シーラ）
- 多重人格ストリッパー フランキー&アリス（フランキー〈ハル・ベリー〉）
- 007 カジノ・ロワイヤル（ヴァレンカ〈イワナ・ミルセヴィッチ〉）※ソフト版
- 父親たちの星条旗（東京ローズ）
- チャイルド・プレイ/誕生の秘密（ジル）
- 沈黙の逆襲（アレグラ）
- デイアフター2020 -首都大凍結-（サラ〈フランシス・オコナー〉）
- ディクテーター 身元不明でニューヨーク（ゾーイ〈アンナ・ファリス〉）
- ディノシャーク（キャロル〈イバ・ハスパーガー〉）
- デス・ルーム（ナタリー / マルティーヌ）
- デトネーター ※テレビ東京版
- 天使と悪魔（科学者〈シェリル・ハワード〉）
- 共喰山（アーニャ）
- ドラゴン・タトゥーの女（リスベット・サランデル〈ルーニー・マーラ〉）
- トランス（エリザベス〈ロザリオ・ドーソン〉）
- トランスポーター2（カージャックガール〈アナリン・マッコード〉他）
- トランスポーター3 アンリミテッド（ヴァレンティーナ〈ナタリア・ルダコア〉[19]）
- トワイライト・サーガ/ブレイキング・ドーン Part1（リア・クリアウォーター〈ジュリア・ジョーンズ〉）
- 2012（アレク）
- ノウイング（アリソン・ケストラー〈エイドリアン・ピカリング〉）
- 呪い襲い殺す（イザベル〈ビアンカ・サントス〉）
- バーンチェイサー（ニコール・ハート〈コズマ・シヴァ・ハーゲン〉）
- バイオハザードIII（ベティ・グリア〈アシャンティ〉）※テレビ朝日版
- バッドトリップ! 消えたNO.1セールスマンと史上最悪の代理出張（ブリー〈アリア・ショウカット〉）
- ハッピーウェディング〜私が彼に決めた理由〜（アンジェラ）
- バトルシップ（コーラ・レイクス〈リアーナ〉）※試作版
- ハムナプトラ3 呪われた皇帝の秘宝（チョイ）※フジテレビ版
- ハリー・ポッターシリーズ（パンジー・パーキンソン〈スカーレット・バーン〉）
  - ハリー・ポッターと謎のプリンス
  - ハリー・ポッターと死の秘宝 PART2
- バレンタインデー（モーリー・クラークソン〈ジェシカ・アルバ〉）
- ハンナ・モンタナ/ザ・ムービー（テイラー・スウィフト）
- HICK ルリ13歳の旅（グレンダ〈ブレイク・ライヴリー〉）
- ブリングリング（クロエ〈クレア・ジュリアン〉）
- ペーパーボーイ 真夏の引力（アニタ・チェスター）
- ベッドタイム・ストーリー
- ホステージ（キャロル）※テレビ朝日版
- マーベル・シネマティック・ユニバース
  - アイアンマン（レポーター）※劇場公開版、（ラミレス）※テレビ朝日版
  - アイアンマン2 ※劇場公開版
  - マイティ・ソー（ナース）
  - キャプテン・アメリカ/ザ・ファースト・アベンジャー（S.H.I.E.L.D.エージェント〈アマンダ・リゲッティ〉）
  - アベンジャーズ（ウェイトレス）
  - アイアンマン3（マヤ・ハンセン〈レベッカ・ホール〉）
  - ガーディアンズ・オブ・ギャラクシー（ベリート）
- マイ・ブルーベリー・ナイツ（エリザベス〈ノラ・ジョーンズ〉）
- マジック・マイク（ジョアンナ〈オリヴィア・マン〉）
- マックス&エリー 15歳、ニューヨークへ行く!（デイジー〈ジェシカ・アルバ〉）
- マニアック（アンナ〈ノラ・アルネゼデール〉）
- M:i:III（アニー）※劇場公開版
- 迷言事件ファイル（マティビー、アレグザンダー、無線、急救センター職員）
- メン・イン・ブラック3（リリー〈ニコール・シャージンガー〉）
- 雷神-RAIJIN-
- ライド・アロング〜相棒見習い〜（アンジェラ・ペイトン〈ティカ・サンプター〉）
  - ブラザー・ミッション -ライド・アロング2-
- ライフ・ドア 黄昏のウォール街（メラニー・ハンソン〈ロビン・タニー〉）
- ラストスタンド（エレン・リチャーズ捜査官〈ジェネシス・ロドリゲス〉）
- ラッシュ/プライドと友情（スージー・ミラー〈オリヴィア・ワイルド〉）
- リセット（ローズマリー〈タンディ・ニュートン〉）
- レイヤー・ケーキ
- レット・イット・シャイン（ロクシー〈ココ・ジョーンズ〉）
- 恋愛ルーキーズ（ベッキー〈サラ・シルバーマン〉）
- ローグ アサシン（マリア〈ナディーン・ベラスケス〉）
- ロンドンゾンビ紀行（ケイティ〈ミシェル・ライアン〉）
- ワイルドシングス4（ブランディ〈ジリアン・マーレイ〉）
- ワイルド・スピードシリーズ（ジゼル〈ガル・ガドット〉）
  - ワイルド・スピード MAX ※テレビ朝日版
  - ワイルド・スピード MEGA MAX
  - ワイルド・スピード EURO MISSION
  - ワイルド・スピード/ジェットブレイク[20]

#### ドラマ
- アグリー・ベティ2（ルネ・スレーター〈ガブリエル・ユニオン〉）
- アローバース（ケイトリン・スノー〈ダニエル・パナベイカー〉）
  - ARROW/アロー
  - THE FLASH/フラッシュ ※シーズン2まで
- ヴェロニカ・マーズ（シンディ・“マック”・マッケンジー〈ティナ・マジョリーノ〉）
- エージェント・オブ・シールド シーズン1 #4（アケーラ・アマドール）
- 奇皇后 〜ふたつの愛 涙の誓い〜（ヨンビス）
- キッドナップ（ターナー〈カルメン・イジョゴ〉）
- 気分はぐるぐる
- 救命医ハンク セレブ診療ファイル（アナ）
- ギルモア・ガールズ（パリス・ゲラー）
- glee/グリー（ロズ・ワシントン〈ネネ・リークス〉）
- クリミナル・マインド FBI行動分析課
  - シーズン4（アマンダ）
  - シーズン7（パム）
- クリミナル・マインド 特命捜査班レッドセル（ドーン）
- グレイズ・アナトミー 恋の解剖学（身元不明女性 / エヴァ / レベッカ・ポープ〈エリザベス・リーサー〉）
- 刑事トム・ソーン2 臆病な殺人者
- ゴースト 〜天国からのささやき（アンドレア・モレノ〈アイシャ・タイラー〉）
- ゴシップガール（ブリー・バックリー）
- ザ・フォロイング（マックス・ハーディ〈ジェシカ・ストループ〉）
- CSI:ニューヨーク7
- CSI:マイアミ
- しあわせの処方箋（キャンディ・サリバン〈クリスティーナ・ムーア〉）
- ジェリコ 〜閉ざされた街〜（サミュエル・ホーキンス）
- 主任警部アラン・バンクス（ジェリー）
- ストライクバック:極秘ミッション シーズン3、4（キム・マルティネス〈ミローナ・ジャクソン〉）
- セサミストリート（ニック〈ニコラス・マーティ・サルガド〉）※DVD版
- 新チャーリーズ・エンジェル（ケイト・プリンス〈アニー・イロンゼ〉）
- 新ビバリーヒルズ青春白書（サヴァンナ、サーシャ）
- スーパーナチュラル シーズン6（ロビン〈エリカ・セラ〉）
- 善徳女王（雪梅）
- 大秦帝国（白雪〈カオ・ユエンユエン〉）
- ダメージ（アレックス・ベンジャミン）
- デスパレートな妻たち
- ドールハウス Dollhouse（エコー / キャロライン〈エリザ・ドゥシュク〉）
- 24 -TWENTY FOUR-（メリンダ、ウィリー）
- トゥルーブラッド（タラ・ソーントン）
- ナース・ジャッキー4
- NUMBERS 天才数学者の事件ファイル（リズ・ワーナー〈アヤ・スミカ〉）
- HAWAII FIVE-0 シーズン3 #14（エイミー・デビッドソン〈ステファニー・ジェイコブセン〉）
- HEROES REBORN/ヒーローズ・リボーン（ジョアン・コリンズ〈ジュディス・シェコーニ〉）
- プライベート・プラクティス（ロビン）
- プリズン・ブレイク（リサ・タバック〈ステイシー・ハイダック〉）
- 弁護士イーライのふしぎな日常
- BONES シーズン4 #23（タナカ・ハル）、 #25（キム・モーテンソン）
- 北欧サスペンス「凍てつく楽園」（ミア〈サンドラ・アンドレイス〉）
- ボディ・オブ・プルーフ2 死体の証言（マキシン・ホール）
- ホワイトカラー（ローレン・クルーズ〈ナタリー・モラレス〉）
- ホワイトカラー シーズン3 #9（ラクエル・ラローク〈エリザ・ドゥシュク〉）
- ミディアム5 霊能者アリソン・デュボア（ゾーイ）
- ミルドレッド・ピアース 幸せの代償
- ユーリカ 〜事件です!カーター保安官〜（ジョー・ルポ〈エリカ・セラ〉）
- ローマ警察殺人課 アウレリオ・ゼン 3つの事件（アリアーナ・フォン・ファルケンハイン）
- LOST（ナオミ・ドリット〈マーシャ・トマソン〉、クラウディア）
- 私はラブ・リーガル3（エリーサ・シェイン〈ブランディ・ノーウッド〉）

#### アニメ
- アーサー・クリスマスの大冒険（妖精シェイマス）
- WALL・E/ウォーリー
- おさるのジョージ
- くもりときどきミートボール
- サーフズ・アップ
- ジェネレーター・レックス
- シュレック フォーエバー（マリセル）
- スペクタキュラー・スパイダーマン（グウェンドリン “グウェン”・ステーシー）
- スター・ウォーズ/クローン・ウォーズ（テレビシリーズ）（ケイトー・パラシッティ）
- スポンジ・ボブ/スクエアパンツ ザ・ムービー
- チャギントン（ホッジ[21]）
- ネクスト・アベンジャーズ 〜未来のヒーローたち〜 ※ディズニーXD版
- フィニアスとファーブ（テイラー・スウィフト）
- ヘンリー・ハグルモンスター（ヘンリー・ハグルモンスター）
- マウス・タウン ロディとリタの大冒険
- マダガスカル2（カバ）
- メーターの東京レース
- モンスターズ・ユニバーシティ（クレア・ウィーラー）
- ランゴ（マメータ (ビーンズ)〈アイラ・フィッシャー〉）

#### ドキュメンタリー
- エマニエルの気ままな列車旅（エマニエル・ハン）
- ハーフ・ザ・スカイ ハリウッドにできること（エヴァ・メンデス）

### テレビアニメ
2006年
- 陰からマモル!（母親）

2007年
- ご愁傷さま二ノ宮くん（女子生徒）
- しましまとらのしまじろう
- NARUTO -ナルト- 疾風伝（2007年 - 2015年、ツバキ、砂の里の忍、香燐、ウーヘイ、主婦 他）

2008年
- かんなぎ（作者マン）
- 銀魂（女）
- シゴフミ（親戚）
- ソウルイーター（看守B）
- テイルズ オブ ジ アビス（ジョゼット・セシル）
- BLASSREITER（ゼッブ）

2010年
- いちばんうしろの大魔王（不二子の母）
- 四畳半神話大系（司会のお姉さん）

2011年
- 魔乳秘剣帖（魔乳千組）

2012年
- 機動戦士ガンダムAGE（ナディア）
- ジョジョの奇妙な冒険（女性客A）
- 新世界より（朝比奈覚）
- LUPIN the Third -峰不二子という女-（アイヤーン / ノーラ）

2013年
- おじゃる丸（2013年 - 2014年、女子高生、客、ハチエ）
- DD北斗の拳（主婦A、母親 他）
- NARUTO -ナルト- SD ロック・リーの青春フルパワー忍伝（香燐）

2014年
- ガンダムビルドファイターズトライ（レディ・カワグチ）
- テラフォーマーズ（イザベラ・R・レオン）
- 毎度!浦安鉄筋家族（大沢木順子、仁ママ）

2015年
- ポケットモンスター XY&Z（シノブ）

2016年
- くまみこ（ジェシカ）
- クロムクロ（白羽洋海）
- とんかつDJアゲ太郎（勝又かつ代）

### 劇場アニメ
- 鬼神伝（2011年、火神）
- BUDDHA2 手塚治虫のブッダ -終わりなき旅-（2014年、パジャーパティ[28]）
- ポケモン・ザ・ムービーXY&Z ボルケニオンと機巧のマギアナ（2016年、イーサ）

### OVA
- COBRA THE ANIMATION コブラ ザ・サイコガン（2008年、ナビゲーター、サイバーウルフA）
- COBRA THE ANIMATION コブラ タイム・ドライブ（2009年、レイラ）

### Webアニメ
- エウレカセブンAO「ロード・ドント・スロー・ミー・ダウン」（2017年、大人のエレナ[29]）

### ゲーム
2006年
- 機動戦士ガンダム 戦場の絆（パイロット）
- JEANNE D'ARC（貴族、村人 他）

2007年
- ソウルキャリバー レジェンズ（アイヴィー）
- ソウルクレイドル 世界を喰らう者（クルテッグ）
- レイトン教授と不思議な町

2008年
- シグマ ハーモニクス（アンドウジュリ、譲葉の女）
- ソウルキャリバーIV（アイヴィー）
- METAL GEAR SOLID 4 GUNS OF THE PATRIOTS（敵兵）
- レイトン教授と最後の時間旅行

2009年
- ソウルキャリバー Broken Destiny（アイヴィー）
- デッドスペース エクストラクション（レクシーン・マードック）
- FINAL FANTASY CRYSTAL CHRONICLES Echoes of Time（トラト）
- みんなのスッキリ（セクシー女性、ヤンキー学生）

2010年
- ALAN WAKE（ローズ・マリーゴールド）
- 二ノ国 漆黒の魔導士（ルッチ）
- Halo:Reach（アンティードット）

2011年
- アサシン クリード リベレーション（ユーシストラ）
- 俺の屍を越えてゆけ
- 二ノ国 白き聖杯の女王（ルッチ）
- レイトン教授と奇跡の仮面（ランド・アスコット〈幼少期〉）

2012年
- アーマード・コアV（コンピュータボイス タイプ3）
- タイムトラベラーズ（アービター・ペトロニウス）

2013年
- The Last of Us
- KILLER IS DEAD（ナタリア）
- スーパーロボット大戦OGサーガ 魔装機神III PRIDE OF JUSTICE（ジャンナ・マウリシオ）
- NARUTO -ナルト- 疾風伝 ナルティメットストーム3（香燐）

2014年
- あやかしごはん（狭霧）
- 俺の屍を越えてゆけ2（美津乳姫、月寒お涼、野分の前、印虎ひかる）
- NARUTO -ナルト- 疾風伝 ナルティメットストームレボリューション（香燐）

2015年
- Until Dawn -惨劇の山荘-（アシュリー）

2016年
- NARUTO -ナルト- 疾風伝 ナルティメットストーム4（香燐）

### ドラマCD
- あめの帰るところ（秋津先生）
- 恋の心に黒い羽（高知叶）
- JIHAI〜磁海〜 Second Code（幼少時代のトリストラム）
- 緋色の欠片 弐（幼少時の真弘）
- わたしのお嬢様 ※「メイド服のお嬢様編」下巻に同梱

### ラジオドラマ
- VOMIC ゴーレム・ア・GO!GO!（マモルのママ、悪ガキA）

### ナレーション
- アジアンスマイル・未来を灯せ髪の毛ソーラーパネル（NHK）
- ゴシップ関西（関西テレビ）
- 絶対零度〜特殊犯罪潜入捜査〜（番宣ナレーション、フジテレビ）
- 寺門ジモンの食バカ一代（MONDO21）
- LaLa リュクス（LaLa TV）